# BSV Hürtürkel
BSV Hürtürkel is een Duitse voetbalclub uit de hoofdstad Berlijn. 

## Geschiedenis

### BSV Hürtürk
De club werd in 1980 opgericht als BSV Hürtürk. Na een aantal jaar amateurvoetbal speelde de club vanaf 1989/90 in de Berlijnse competitie en begon onderaan de ladder in de Kreisliga C. In het tweede seizoen werd de club kampioen en promoveerde naar de Kreisliga B. Ondanks een vierde plaats in 1993 kon de club nog promoveren naar de Kreisliga A, waar de club tot 1997 speelde. 

### BSV Türkel
In 1991 fuseerden Türk El Spor met Polizei SV 90 tot LSV Türkel en speelde in de Kreisliga A, waar ze laatste werden. In 1994 promoveerde de club terug. In 1998 werd de naam BSV Türkel aangenomen. 

### BSV Hürtürkel
In 1999 fuseerden beide clubs tot BSV Hürtürkel en ze werden meteen kampioen waardoor de club naar de Bezirksliga promoveerde. Na twee seizoenen in de subtop werd de club in 2003 kampioen, met één punt voorsprong op SV Empor Berlin. Na drie seizoenen Landesliga degradeerde de club terug naar de Bezirksliga. In 2008 promoveerde de club weer naar de Landesliga en werd daar vijfde in het eerste seizoen. Na een tweede plaats in 2012 promoveerde de club voor het eerst naar de Berlin-Liga, daar werd de club meteen kampioen zodat ze verder promoveerden naar de Oberliga Nordost. Zo zal de club in seizoen 2013/14 voor het eerst competitievoetbal spelen tegen clubs buiten Berlijn.
Nadat de club in het eerste seizoen tiende eindigde werden ze in 2015 laatste, echter bleven ze gespaard van degradatie omdat SV Waren 09 zich vrijwillig terugtrok uit de competitie en omdat de Regionalliga Nordost uitgebreid werd waardoor er al drie steigers waren dat seizoen. Van 2016 tot 2019 degradeerde de club vier keer op rij waardoor de club in 2019 nog maar in de Kreisliga speelt. In 2023 kon de club terug promotie afdwingen naar de Bezirksliga. 